# Jesús Valentín
Jesús Miguel Valentín Rodríguez (Las Américas, Adeje, Tenerife, Canarias, España, 15 de octubre de 1991), conocido como Jesús Valentín, es un futbolista español que juega como defensa en el C. D. Mensajero de la Segunda División RFEF.

## Trayectoria
Jesús es un futbolista formado en la U. D. Ibarra del sur de Tenerife, desde donde se incorporó al filial de la U. D. Las Palmas en 2012, para jugar en tercera división. Contaba con un gran poderío físico, que le aportaban sus 1,85 metros de altura. En el conjunto canario jugó central, aunque también lo hizo como mediocentro defensivo.
En la temporada 2013-14 siguió en el filial ascendido a Segunda B, para ya la siguiente temporada unirse al primer equipo con el que debutó en la Segunda División, consiguiendo el ascenso a primera. 
En la temporada 2015-16 fue cedido hasta junio de 2016 a la S. D. Huesca, de la Segunda División. Al finalizar la temporada rescindió su contrato con el club insular, para unos días más tarde integrarse en propiedad hasta 2019 en el club oscense.
En enero de 2017 fue traspasado al Real Zaragoza, firmando un contrato hasta el 30 de junio de 2019. Justo un año más tarde rescindió dicho contrato para marcharse al Córdoba C. F. de la misma categoría.
El 31 de enero de 2019 rescindió su contrato con el Córdoba para fichar por el Recreativo de Huelva de la Segunda División B. El 4 de julio de 2019 se hizo oficial su incorporación al Rayo Majadahonda.
El 2 de julio de 2020 volvió a formar parte de la plantilla del Recreativo de Huelva. El curso siguiente se marchó al C. D. Mensajero.

## Clubes
| Club                      | País   | Año       |
| ------------------------- | ------ | --------- |
| U. D. Ibarra              | España | 2010-2012 |
| U. D. Las Palmas Atlético | España | 2012-2014 |
| U. D. Las Palmas          | España | 2014-2015 |
| S. D. Huesca              | España | 2015-2017 |
| Real Zaragoza             | España | 2017-2018 |
| Córdoba C. F.             | España | 2018-2019 |
| Recreativo de Huelva      | España | 2019      |
| C. F. Rayo Majadahonda    | España | 2019-2020 |
| Recreativo de Huelva      | España | 2020-2021 |
| C. D. Mensajero           | España | 2021-     |